# Xã Ripley, Quận Morrison, Minnesota
Xã Ripley (tiếng Anh: Ripley Township) là một xã thuộc quận Morrison, tiểu bang Minnesota, Hoa Kỳ. Năm 2010, dân số của xã này là 729 người.